# François Bourgeon
Pour les articles homonymes, voir Bourgeon.
François Bourgeon, né le 5 juillet 1945 à Paris, est un scénariste et dessinateur de bande dessinée français. Il est l'auteur d'œuvres renommées comme Les Passagers du vent, Les Compagnons du crépuscule et Le Cycle de Cyann qui lui ont valu plusieurs prix et distinctions.

## Biographie
Martial Bourgeon, le père de François Bourgeon, journaliste momentanément directeur de l'AFP, destinait son fils à des études de médecine. Atteint de dyslexie, l'enfant est soigné par Claude Chassagny. Il a suivi l'école des métiers d'Art et en est sorti avec un diplôme de maître verrier,.
Ses premières bandes dessinées sont publiées entre 1971 et 1973 chez Bayard Presse, dans l'hebdomadaire Lisette sur des textes d'Henriette Bichonnier, puis chez Fleurus presse en 1974-75, sur des scénarios de cette dernière dans l'hebdomadaire Djin (Une armée pour Gaélis le 22 janvier 1975 et La Légende de Freya le 9 avril 1975) ainsi que dans l'hebdomadaire Fripounet sur des scénarios de François Génin (Les Yaourts Bleus).
En 1972, il publie dans l'hebdomadaire Lisette L'Ennemi vient de la mer, dont le scénario a été écrit par Henriette Robitaillie sous le pseudonyme de Cécile Romancère (car Henriette Robitaillie continuait de collaborer avec une maison concurrente :  la Bibliothèque de La Semaine de Suzette). L'histoire s'est étalée en quatorze planches et plusieurs épisodes dans la revue Lisette. Elle n'a pas fait l'objet d'un album séparé ainsi que l'indique la bibliographie d'Henriette Robitaillie-Cécile Romancère.Toujours dans cet hebdomadaire pour adolescentes, il publie notamment : Pour qui sont ces lauriers, d'après une histoire de Cécile Romancère, plusieurs épisode de Loyse, La princesse au portrait, d'après un scénario de Bertrand Solet, Le patron récalcitrant, d'après un scénario d'Henriette Bichonnier, La légende de Bibi Kanym d'après un scénario de Bertrand Solet et La bergère d'Auzon, également d'après un scénario de Bertrand Solet.
Il met en scène essentiellement des héroïnes : « J’ai commencé à travailler en 1971 pour la revue Lisette [pour les jeunes filles]. […] Donc il y avait beaucoup plus d’héroïnes que de héros. Quand le journal Lisette s’est arrêté, j’ai rapidement retrouvé du boulot pour Pif Gadget d’un côté et Fripounet et Djin de l’autre. Djin était aussi une revue pour fillettes. (...) Robert Génin et moi avons proposé l’histoire à épisodes de Brunelle et Colin. J’ai toujours trouvé cette compagnie féminine confortable. Elle avait l’avantage d’être plus sensuelle pour le dessinateur, plus complémentaire pour le scénariste et permettait aux deux une sensibilité plus riche et plus variée ». 
En 1978, il dessine Maître Guillaume et le Journal des bâtisseurs de cathédrales, un album scénarisé par Pierre Dhombre et édité chez Univers Média.
Il commence avec le scénariste Robert Génin sa première série, Brunelle et Colin, pré-publiée dans la revue Circus et dont le tome 1 paraît en janvier 1979. Son style commence à apparaître dans le personnage de Brunelle, qui est déjà l'ébauche de l’Isa des Passagers du vent. Il ne réalise que les deux premiers tomes de la série avant de passer le relais au dessinateur Didier Convard.
En 1979, il démarre Les Passagers du vent. La thématique choisie par l'auteur ne convainc pas immédiatement l'éditeur : « Lorsque Henri Filippini m’a demandé de proposer une série originale pour la revue Circus, j’ai évoqué le thème de ce qui devait devenir Les Passagers du vent. Glénat faisait la moue : "Rhôooo, encore une histoire de pirates ! C’est pour les mômes, les Barbe Rouge". Filippini a tenu bon et Glénat a fini par céder ». Prépubliée dans la revue Circus, le premier tome de la série paraît en janvier 1980. Au Festival d'Angoulême 1980, il reçoit le prix du meilleur dessinateur. En 2009, la série atteint le million d'exemplaires vendus par titre en langue française et elle est traduite en 18 langues.
Dans le même temps, Bourgeon décide de revenir à l'univers médiéval déjà abordé dans Brunelle et Colin et conçoit une première mouture des Compagnons du crépuscule, sortie en 1984.
En 1993, il entame dans (À suivre) La s☉urce et la s☉nde, le premier tome de la série Le Cycle de Cyann, un récit futuriste réalisé en collaboration avec Claude Lacroix.
En 1999, son ami Jean-Paul Dethorey décède avant d'avoir fini de dessiner le diptyque Le Passage de Vénus ; François Bourgeon collabore alors avec le scénariste Autheman pour achever le second volume, publié en mai 2000.
En 2002, le festival bd BOUM de Blois lui décerne, pour l'ensemble de son œuvre, le « Grand Boum-Caisse d'Épargne ».
En 2003, il souhaite « reprendre la saga des Passagers du vent ». Il publie entre 2009 et 2010 deux tomes, La Petite Fille Bois-Caïman, dans laquelle l'héroïne s'appelle « Zabo » (diminutif d'Isabeau).

## Principales œuvres

### Brunelle et Colin
Sur un scénario de Robert Génin
- 1 Le vol noir, Glénat,  (ISBN 2-7234-0099-9), 1979
Scénario : Robert Génin - Dessin et couleurs : François Bourgeon
- 2 Yglinga, Glénat,  (ISBN 2-7234-0168-5), 1980
Scénario : Robert Génin - Dessin et couleurs : François Bourgeon

La couverture du deuxième tome est inspirée d'un tableau de Frank Frazetta.

### Les Passagers du vent
Les Passagers du vent est une saga maritime se déroulant au XVIIIe siècle, qui fit de François Bourgeon, le maître de la bande dessinée d'aventure d'époque dans les années 1980. Cette saga relate en 5 tomes les aventures d'une jeune héroïne, appelée Isa, sur fond de traite négrière, puis en 4 tomes les aventures son arrière petite-fille Zabo.
Les Passagers du vent présente une dimension historique qui a attiré l'œil des historiens. Pour Pap Ndiaye, l'intérêt dans cette aventure épique est de trouver « l'ensemble des points de vue sur le commerce négrier », des partisans de l'esclavagisme jusqu'aux abolitionnistes. Pour Olivier Pétré-Grenouilleau, spécialiste de l'histoire de l'esclavage, l'abolitionnisme d'Isa paraît peut-être un peu trop précoce pour une femme tout juste sortie d'un couvent et parce que « la première société abolitionniste en France date de 1788 ».

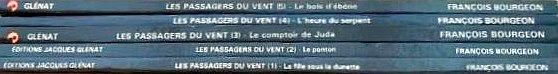
Les Passagers du vent.

- 1 La Fille sous la dunette[a], Glénat,  (ISBN 2-7234-0132-4), 1979
Scénario, dessin et couleurs : François Bourgeon
- 2 Le Ponton, Glénat,  (ISBN 2-7234-0164-2), 1980
Scénario, dessin et couleurs : François Bourgeon
- 3 Le Comptoir de Juda, Glénat,  (ISBN 2-7234-0215-0), 1981
Scénario, dessin et couleurs : François Bourgeon
- 4 L'Heure du serpent, Glénat,  (ISBN 2-7234-0290-8), 1982
Scénario, dessin et couleurs : François Bourgeon
- 5 Le Bois d'ébène, Glénat,  (ISBN 2-7234-0164-2), 1984
Scénario, dessin et couleurs : François Bourgeon
- 6 La Petite Fille Bois-Caïman - Livre 1, 12 bis,  (ISBN 978-2-356-48066-8), 2009
Scénario, dessin et couleurs : François Bourgeon
- 7 La Petite Fille Bois-Caïman - Livre 2, 12 bis,  (ISBN 978-2-356-48112-2), 2010
Scénario, dessin et couleurs : François Bourgeon
- 8 Le Sang des cerises - Livre 1, Delcourt,  (ISBN 978-2-413-00408-0), 2018
Scénario, dessin et couleurs : François Bourgeon
- 9 Le Sang des cerises - Livre 2, Delcourt,  (ISBN 978-2-413-03062-1), 2022
Scénario, dessin et couleurs : François Bourgeon
- Hors-série Un ouragan d'images ou le XVIIIe siècle dévoilé, C.I.M.,  (ISBN 2-909921-01-8), 1993
Scénario et dessin : François Bourgeon - Couleurs : Noir & blanc
- Hors-série Les Chantiers d'une aventure : autour des Passagers du vent de François Bourgeon, Casterman,  (ISBN 2-203380-23-3), 1985
Scénario : François Bourgeon et Michel Thiébaut (collaborateur) - Dessin et couleurs : François Bourgeon
- Hors-série Le Chemin de l'Atchafalaya : autour des Passagers du vent, La Petite Fille Bois-Caïmans de François Bourgeon, 12 bis,  (ISBN 978-2-356-48202-0), 2010
Scénario : François Bourgeon et Michel Thiébaut (collaborateur) - Dessin et couleurs : François Bourgeon
- Hors-série Dans le courant de la Commune : autour des Passagers du vent, le sang des cerises de François Bourgeon, Delcourt,  (ISBN 978-2-413-02623-5), 2022
Scénario : François Bourgeon et Michel Thiébaut (collaborateur) - Dessin et couleurs : François Bourgeon
- Intégrale Tomes 1 à 5 Les Passagers du vent, 12 bis,  (ISBN 978-2-356-48270-9), 2011
Scénario, dessin et couleurs : François Bourgeon
- Intégrale Tome 6 - Livres 1 et 2 Les Passagers du vent, 12 bis,  (ISBN 978-2-356-48271-6), 2011
Scénario, dessin et couleurs : François Bourgeon

### Les Compagnons du crépuscule
Les Compagnons du Crépuscule est une saga médiévale se déroulant au XIVe siècle dans un lieu indéterminé mais que l'on peut imaginer comme étant la France de l'Ouest.
En trois tomes, l'auteur dépeint les aventures d'un Chevalier, de Mariotte et de l'Anicet. Le trio sera aux prises avec des lutins (tome 1), de redoutables Dhuards (tome 2) puis la saga se termine sur un tome 3 plus important que les deux premiers où le Chevalier règle ses comptes avec son passé tourmenté.
François Bourgeon offre une fresque extrêmement bien documentée d'un Moyen Âge paillard, violent, superstitieux, prompt aux légendes et aux malédictions sur fond de guerre de Cent Ans.
L'auteur offre une iconographie d'une grande richesse dans les paysages, les bâtiments, les personnages. Il s'emploie aussi à retrouver la langue médiévale par un vocabulaire truculent et imagé. Le scénario imbrique deux ou trois actions dans le même temps et à deux époques différentes.
- 1 Le Sortilège du bois des brumes, Casterman,  (ISBN 2-203-33516-5), 1984
Scénario, dessin et couleurs : François Bourgeon
- 2 Les Yeux d'étain de la ville glauque, Casterman,  (ISBN 2-203-33811-3), 1986
Scénario, dessin et couleurs : François Bourgeon
- 3 Le Dernier Chant des Malaterre, Casterman,  (ISBN 2-203-33830-X), 1990
Scénario, dessin et couleurs : François Bourgeon
- Hors-série Dans le sillage des sirènes : autour des compagnons du crépuscule de François Bourgeon, Casterman,  (ISBN 2-203-38021-7), 1993
Scénario : François Bourgeon et Michel Thiébaut (collaborateur) - Dessin et couleurs : François Bourgeon
- Intégrale Les Compagnons du Crépuscule, 12 bis,  (ISBN 978-2-356-48180-1), 2010
Scénario, dessin et couleurs : François Bourgeon

### Le Cycle de Cyann
- 1 La sOurce et la sOnde, Casterman,  (ISBN 2-203-38857-9), 1993
Scénario : François Bourgeon et Claude Lacroix - Dessin et couleurs : François Bourgeon
- 2 Six Saisons sur ilO, Casterman,  (ISBN 2-203-38894-3), 1997
Scénario : François Bourgeon et Claude Lacroix - Dessin et couleurs : François Bourgeon
- 3 Aïeïa d'Aldaal, Vents d'Ouest,  (ISBN 2-7493-0218-8), 2005
Scénario : François Bourgeon et Claude Lacroix - Dessin et couleurs : François Bourgeon
- 4 Les Couleurs de Marcade, Vents d'Ouest,  (ISBN 978-2-7493-0239-3), 2007
Scénario : François Bourgeon et Claude Lacroix - Dessin et couleurs : François Bourgeon
- 5 Les Couloirs de l'Entretemps, 12 bis,  (ISBN 978-2-356-48323-2), 2012
Scénario : François Bourgeon et Claude Lacroix - Dessin et couleurs : François Bourgeon
- 6 Les Aubes douces d'Aldalarann, Delcourt,  (ISBN 978-2-7560-6285-3), 2014
Scénario : François Bourgeon et Claude Lacroix - Dessin et couleurs : François Bourgeon
- Hors-série La Clé des confins : D'Olh à ilO et au-delà, Casterman,  (ISBN 2-203-38030-6), 1997
Scénario : François Bourgeon et Claude Lacroix - Dessin et couleurs : François Bourgeon
- Intégrale Le Cycle de Cyann, Delcourt,  (ISBN 978-2-7560-8538-8), 2016
Scénario : François Bourgeon et Claude Lacroix - Dessin et couleurs : François Bourgeon

### Autres
- Maître Guillaume et le Journal des bâtisseurs de cathédrales, scénario de Pierre Dhombre, Univers Média - Les Grandes Heures des Chrétiens, 1978[18]
- Illustrations d'ouvrages de la bibliothèque verte:
  - James Oliver Curwood - Les Cœurs les plus farouches, traduit par Léon Bocquet, Nouvelle édition, 1978
  - Daniel P. Mannix - Le renard et le chien courant, traduit par Jean Dupont, 1978
  - Lavinia Derwent - Le garçon de l'île sauvage, traduit par Martine Millon, 1re édition, 1979
  - Douglas Fairbairn - Mon écureuil et moi, traduit par Mariel Sinoir, 1979
- Le Monde Fantastique de Jules Verne : Le secret de Wilhelm Storitz, scénario Bertrand Solet d'après l'oeuvre de Jules Verne, in Pif Parade hors série : Jules Verne en Bande Dessinée, juillet 1979
- Illustration « La bombarde du Moyen Âge », in Pif Gadget, n° P502, 9 octobre 1978, p. 2-3 (Pifoscope)
- Illustrations de « La Vouivre » de Marcel Aymé, in Pif Gadget, numéro P645, 4 août 1981
- Illustrations de Le Bois d'ébène. De l'histoire à l'histoire dessinée, catalogue de l'exposition du 26 octobre 1985 au 10 février 1986 au Musée d'art moderne André-Malraux
- Illustrations de Contes d'un autre genre de Gaël Aymon, éd. Talents Hauts, 2011

## Expositions
- Bourgeon à la Hune, 1986, Festival international de la bande dessinée d'Angoulême.
- François Bourgeon, l’Envers du Décor , 2006, Bibliothèque Municipale de Brest.
- Les Passagers du Vent François Bourgeon au musée national de la Marine, 2010, Musée national de la Marine, Paris.

- François Bourgeon et la traversée des mondes, Cité internationale de la bande dessinée et de l'image, Angoulême, du 11 juillet 2023 au 5 mai 2024[19].

## Prix et récompenses

### Décoration
- Officier de l'ordre des Arts et des Lettres (2025)[20]

### Reconnaissances
- 1980 : prix du meilleur dessinateur au festival d'Angoulême pour Les Passagers du vent, t. 1[21].
- 1984 :  prix Yellow-Kid du dessinateur étranger, pour l'ensemble de son œuvre[22].
- 1985 : Prix FM-BD remis lors du festival d'Angoulême pour Les Passagers du vent, t. 5 : Le Bois d'ébène
- 1990 :  prix Sproing de la meilleure bande dessinée étrangère pour Les Compagnons du crépuscule, t. 1-3
- 1991 : 
  - Alph'Art du public au festival d'Angoulême pour Les Compagnons du crépuscule, t. 3 : Le Dernier Chant des Malaterre
  -  Prix Urhunden du meilleur album étranger pour Les Compagnons du crépuscule, t. 3 : Le Dernier Chant des Malaterre
- 1998 : Alph'Art du public au festival d'Angoulême pour Le Cycle de Cyann, t. 2 : Six Saisons sur ilO (avec Claude Lacroix).[réf. nécessaire]
- 2002 : Prix Grand Boum-Caisse d'Épargne au festival BD Boum de Blois[23].
- 2022 :  prix Adamson du meilleur auteur international, pour l'ensemble de son œuvre[24]
- 2023 : Prix de la BD bretonne au festival Penn ar BD de Quimper pour Le Sang des cerises - Livre 2 [25]